# Astrología de loro

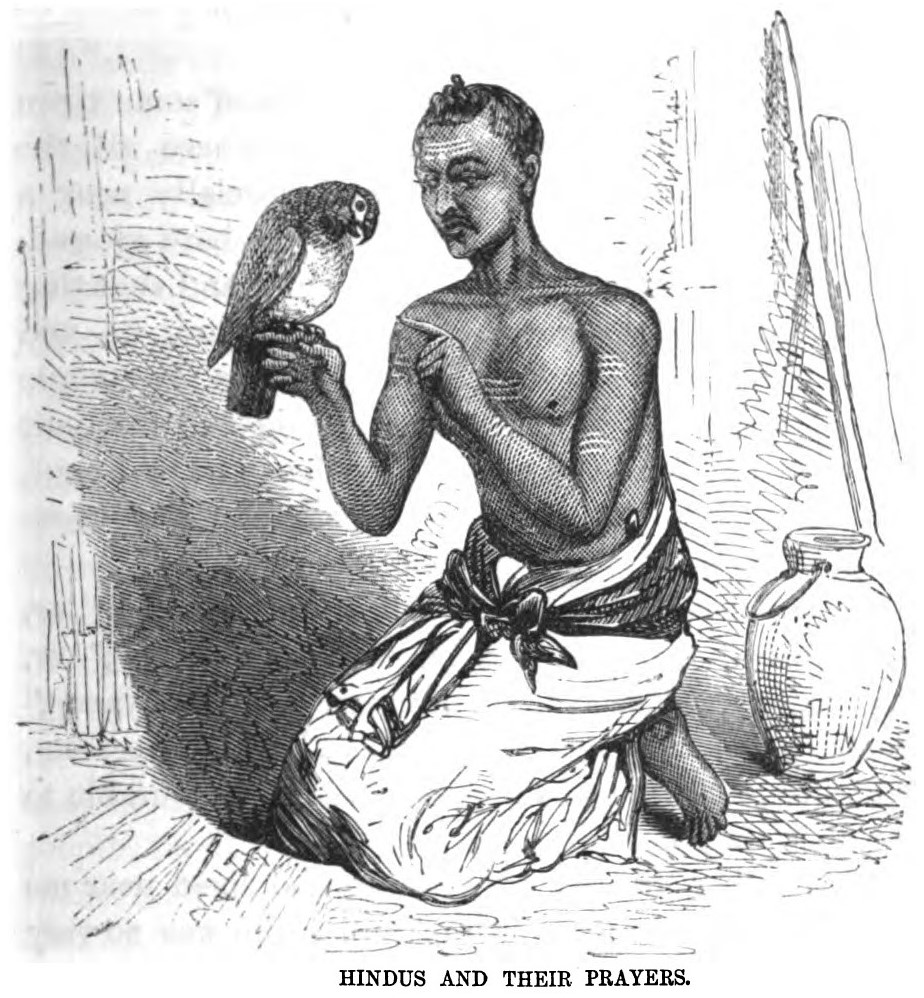
Los hindúes y sus oraciones (pág. 65, mayo de 1865, XXII).

Astrología de loro (Tamil: கிளி ஜோசியம்) es un tipo de astrología popular entre los tamiles de Tamil Nadu, India y Singapur. Consiste en el uso de periquitos verdes que están capacitados para recoger las tarjetas de la fortuna y el Tarot.

## Proceso de adivinación
Los periquitos son entrenados específicamente para este tipo de trabajos. Un loro astrólogo o adivino normalmente se sitúa por debajo de un árbol o al lado de una carretera, donde las personas se congregan en cantidad. Los domadores tienen una caja que contiene uno o dos loros entrenados. Tanto el tarot como las tarjetas son apiladas y organizadas delante de la persona. Son en total 27 números que representan el sistema cósmico indio. Cada ficha contiene la imagen de una deidad hindú y algunas tarjetas contienen imágenes de Buda o la Virgen María con el Niño Jesús.
El loro es instruido por el adivinador para que elija una carta. Luego se acerca a las cartas y elige una para posteriormente entregársela al astrólogo. A continuación, camina hacia atrás para entrar a su jaula. El astrólogo abre la tarjeta y sobre la base de la imagen y le dice la fortuna. La práctica de la astrología de loro está disminuyendo en Tamil Nadu, debido a la falta de patrocinio. En Singapur es una atracción turística.